# 벽산 블루밍 메가시티 아파트
벽산 블루밍 메가시티 아파트(영어: Byucksan Blooming Megacity Apartments)는 대한민국 광주광역시 북구 운암동에 위치한 주상복합 단지다.

## 같이 보기
- 광주광역시의 마천루 목록